# Thomas de Quincey

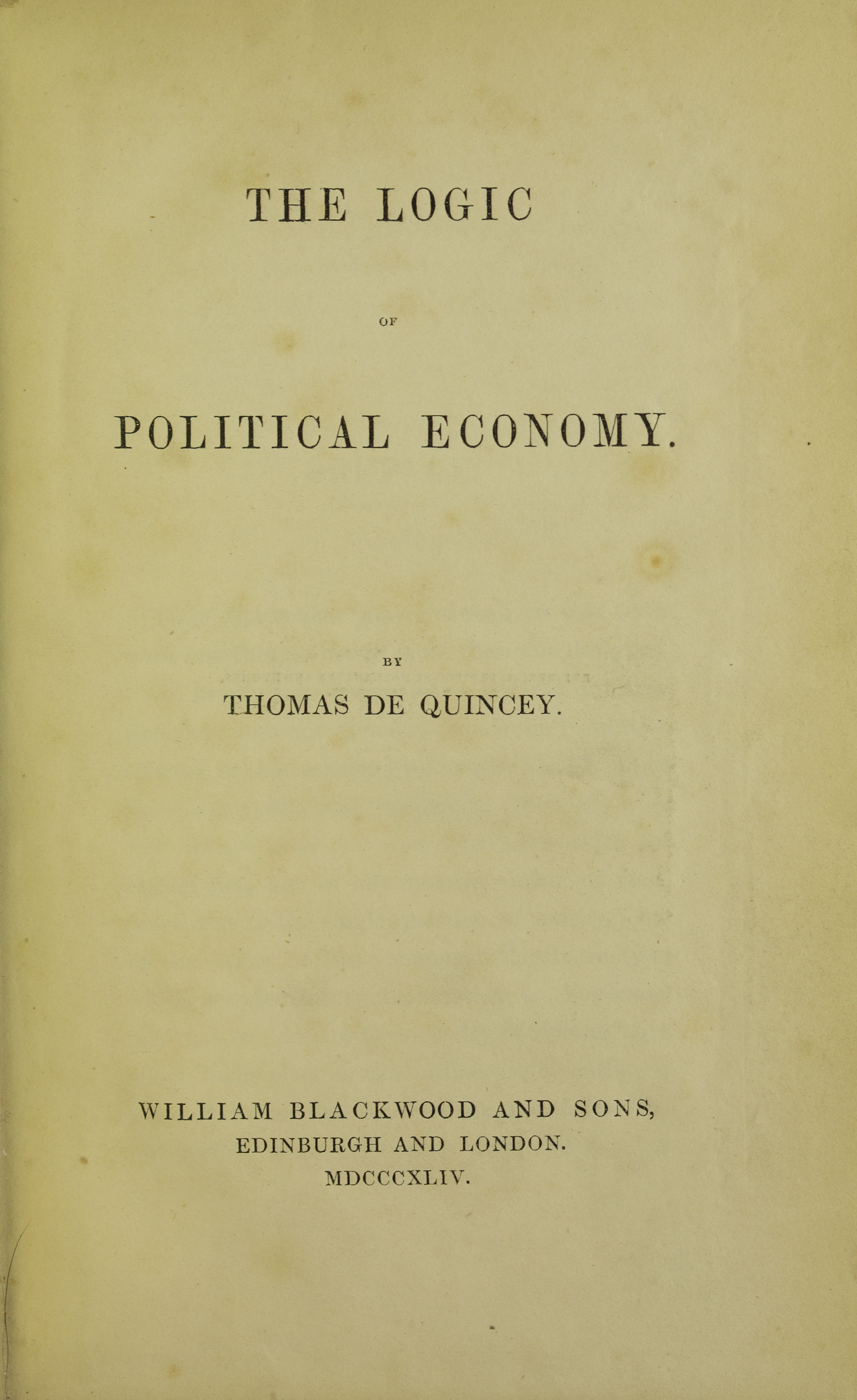
Logic of political economy, 1844

Thomas Penson De Quincey (ur. 15 sierpnia 1785 w Manchesterze, zm. 8 grudnia 1859 w Edynburgu) – angielski pisarz oraz myśliciel epoki romantyzmu. Główny twórca eseju w literaturze XIX-wiecznej; gatunek ten poddał modyfikacji i dał podstawy do jego dalszego rozwoju.

## Twórczość
Stał się znany za sprawą dzieła Wyznania angielskiego opiumisty (1822), na które składają się dywagacje, wrażenia i intelektualne wywody autora systematycznie poddającego się działaniu narkotyku. Książka stanowi dziś cenne źródło wiedzy o „wrażliwości narkotycznej” romantyków oraz kontekst (także poprzez liczne nawiązania późniejszych twórców) do dekadentyzmu. De Quincey pisał również eseje z zakresu literatury i filozofii – m.in. O morderstwie jako jednej ze sztuk pięknych czy wstęp do wydań poezji tzw. poetów jezior. Jego dziełom zawsze towarzyszyła erudycja, lekkość języka, bogactwo odniesień literackich i kulturowych.
Twórczością De Quinceya inspirowali się tacy twórcy jak m.in. Edgar Allan Poe, Charles Baudelaire, Fitz Hugh Ludlow, Jorge Luis Borges, Joris-Karl Huysmans, a w muzyce – Hector Berlioz. W Polsce poetą, którego inspirowały pisma De Quinceya, był Juliusz Słowacki.

## Dzieła wybrane
- Confessions of an English Opium-Eater (1822)* – wyd. pol. Wyznania angielskiego opiumisty, [w:] Wyznania angielskiego opiumisty i inne pisma, Czytelnik 1980, tłum. Mirosław Bielewicz
- On the Knocking at the Gate in Macbeth (1823) – wyd. pol. O kołataniu do bramy w Makbecie, [w:] Wyznania angielskiego opiumisty i inne pisma, Czytelnik 1980, tłum. Mirosław Bielewicz
- Walladmor (1825)
- On Murder Considered as one of the Fine Arts (1827) – wyd. pol. O morderstwie jako jednej ze sztuk pięknych, [w:] Wyznania angielskiego opiumisty i inne pisma, Czytelnik 1980, tłum. Mirosław Bielewicz
- Klosterheim, or The Masque (1832)
- Recollections of the Lake Poets (1834–1840)
- Revolt of the Tartars (1837)
- The Logic of the Political Economy (1844)
- Suspiria de Profundis (1845) – wyd. pol. Suspiria de Profundis, [w:] Wyznania angielskiego opiumisty i inne pisma, Czytelnik 1980, tłum. Mirosław Bielewicz
- The English Mail-Coach (1849) – wyd. pol. Angielski dyliżans pocztowy, [w:] Wyznania angielskiego opiumisty i inne pisma, Czytelnik 1980, tłum. Mirosław Bielewicz
- Autobiographical Sketches (1853)
- California and the Gold Mania, 1854
- Selections Grave and Gay, from the Writings, Published and Unpublished, by Thomas De Quincey (1853–1860) – 14 tomów
- Romances and Extravaganzas (1877)
- Collected Writings (1889)
- Uncollected Writings (1890)
- The Posthumous Works (1891–1893)
- Memorials (1891)
- Literary Criticism (1909)
- The Diary (1927)
- Selected Writings (1937)
- New Essays (1966)

* W nawiasach podane daty wydania